# Route nationale 452
Pour les articles homonymes, voir Route 452.
La route nationale 452 ou RN 452 était une route nationale française reliant Tonnerre à Celles-sur-Ource. Après les déclassements de 1972, elle est devenue RD 952 et RD 452.

## De Tonnerre à Celles-sur-Ource
- Tonnerre (km 0)
- Saint-Martin-sur-Armançon (km 8)
- Rugny (km 16)
- Villon (km 20)
- Arthonnay (km 24)
- Channes D 452 (km 26)
- Les Riceys (km 38)
- Polisy (km 46)
- Celles-sur-Ource (km 48)